# Anna Ruysch

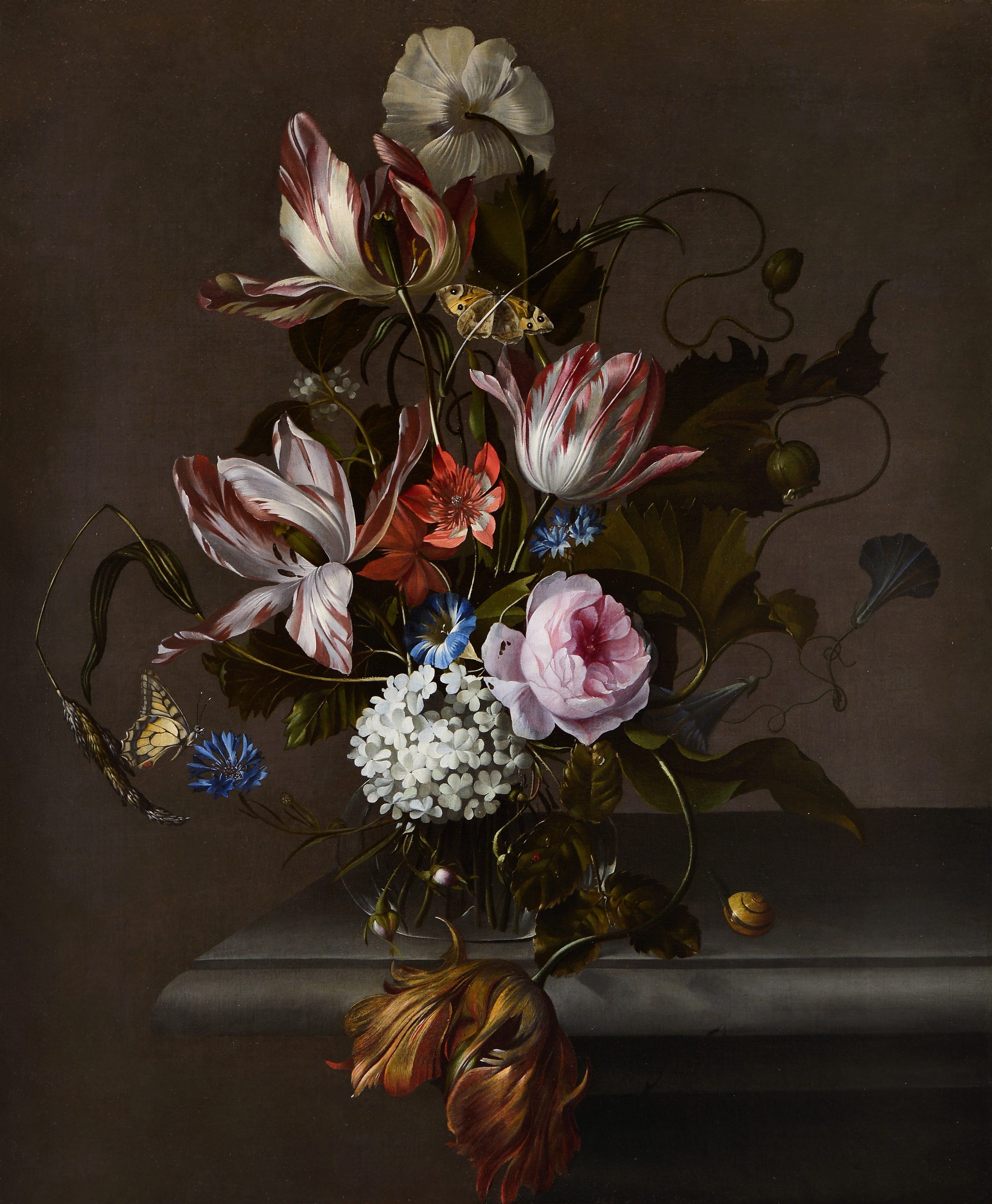
Blumenstillleben in einer Glasvase auf einer steinernen Tischplatte, c.1690er, Öl auf Leinwand, Krannert Art Museum, University of Illinois at Urbana-Champaign

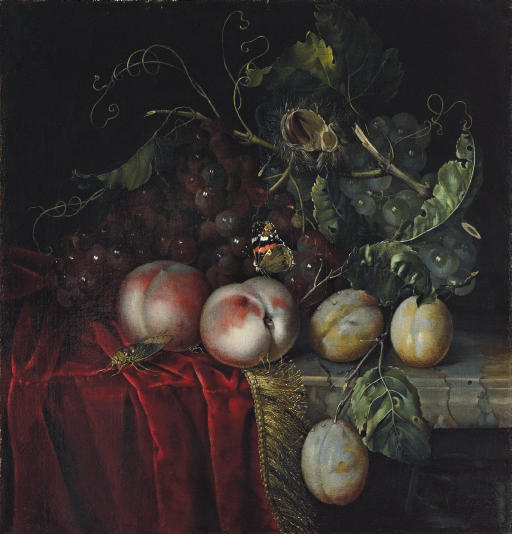
Stillleben mit Trauben, zwei Pfirsichen, Pflaumen und einer Kastanie, mit einem Schmetterling und einer Kakerlake, auktioniert 2007

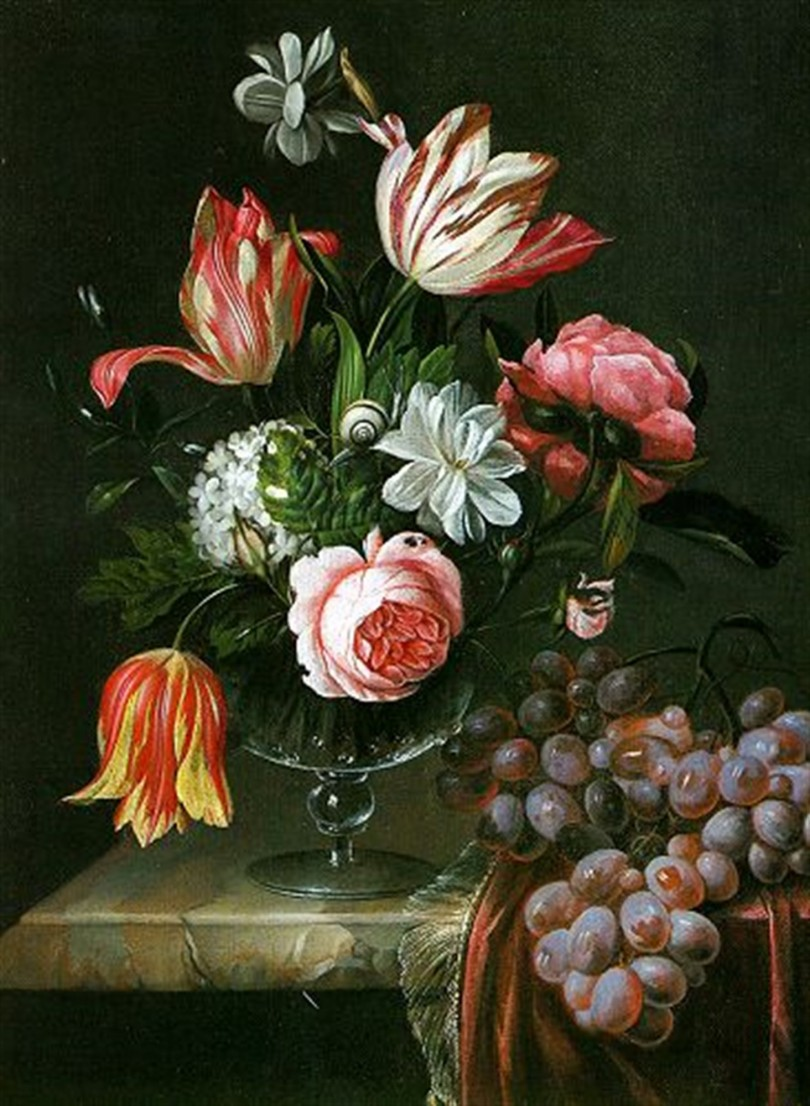
Stillleben mit Tulpen und Rosen in einer Vase auf einem Marmortisch, Anna Ruysch zugeschrieben (ehemals Ernst Stuven zugeschrieben)

Anna Elisabeth Ruysch (* 19. Dezember 1666 in Den Haag; † 7. Januar 1754 in Amsterdam) war eine Stilllebenmalerin des niederländischen Goldenen Zeitalters.

## Leben
Anna Ruysch kam 1666 als zweite Tochter von Maria Post und Frederik Ruysch, einem Arzt, Anatom und Botaniker, zur Welt. Ihre Schwester war die Malerin Rachel Ruysch. Als Anna im Kleinkindalter war, zog die Familie Ruysch von Den Haag nach Amsterdam, wo sie in der Bloemgracht (Blumengracht) lebte. Dort wirkte Frederik Ruysch unter anderem als erster Direktor des Botanischen Gartens von Amsterdam. Vermutlich lernte Anna Ruysch bei dem Stilllebenmaler Willem van Aelst, bei dem ihre Schwester Rachel ab dem Alter von 15 oder 16 Jahren in die Lehre ging.
Am 6. Juli 1688 heiratete Anna Ruysch den Kunsthändler Isaak Hellenbroek, der auch als Dekan der Reformierten Kirche tätig war.  Die Familie war gut situiert: 1742 hatte Isaak das gleiche Einkommen wie seine berühmte Schwägerin Rachel Ruysch: 2500 guilders. Das Ehepaar hatte mindestens sechs Kinder, von denen drei das Erwachsenenalter erreichten: Elisabeth Susanna (getauft 1689), Frederik Hendrik (getauft 1697) und Anna Geertruijd (getauft 1707). Nach dem Tod ihres Mannes im Jahr 1749 führte Anna den Kunsthandel gemeinsam mit ihrem Sohn fort. Anna Ruysch starb 1754 im Alter von 88 Jahren in Amsterdam.

## Werke
Anna Ruysch und ihre Schwester Rachel malten im gleichen Stil die gleichen Sujets: Blumen, Früchte und kleine Tiere. Da Anna Ruysch ihre Bilder selten signierte, werden ihr wenige Werke mit Sicherheit zugeschrieben.
2007 wurde ein Stillleben von Anna Ruysch bei einer Auktion für £50.900 versteigert. 2022 wurde eines ihrer Gemälde für £201.600, ein anderes für £327.000 versteigert.